# Cirrus Minor
„Cirrus Minor“ je úvodní skladba z soundtracku anglické původně psychedelicky rockové hudební skupiny Pink Floyd More z roku 1969. V roce 2007 skladbu předělal francouzský zpěvák Étienne Daho na svém albu „L’Invitation“.

## Sestava
- David Gilmour – akustická kytara, zpěv
- Richard Wright – varhany